# Littlerock (Californie)
Pour les articles homonymes, voir Littlerock.
Littlerock est une census-designated place de Californie située dans le comté de Los Angeles. Sa population s’élevait à 1 377 habitants lors du recensement de 2010, dont une majorité de Latinos.

## Démographie
| Groupe            | Independence | Californie | États-Unis |
| ----------------- | ------------ | ---------- | ---------- |
| Blancs            | 58,7         | 57,6       | 72,4       |
| Autres            | 27,9         | 17,4       | 6,4        |
| Afro-Américains   | 5,4          | 6,2        | 12,6       |
| Métis             | 5,1          | 4,9        | 2,9        |
| Asiatiques        | 1,7          | 13,1       | 4,8        |
| Amérindiens       | 1,2          | 1,0        | 0,9        |
| Total             | 100          | 100        | 100        |
|                   |              |            |            |
| Latino-Américains | 54,1         | 37,6       | 16,7       |

Selon l'American Community Survey, pour la période 2011-2015, 60,77 % de la population âgée de plus de 5 ans déclare parler espagnol à la maison, alors que 39,23 % déclare parler l'anglais.
| 1990  | 2000  | 2010  | - | - | - |
| ----- | ----- | ----- | - | - | - |
| 1 320 | 1 402 | 1 377 | - | - | - |

## À noter
- Le film Littlerock a été tourné dans cette localité en 2010.